# Шуттарна II
Шуттарна II (англ. Shuttarna II) (можливо санскр. su-dharana «той, хто підтримує також») — цар хуритського царства Мітанні 1400 — 1385 р. до н.e. Був наступником і скоріш за все сином царя Артатами I. Шуттарна ІІ був союзником єгипетського фараона Аменхотепа ІІІ, а їх дипломатичні відносини були коротко описані в листах з Амарна.
| Попередник | Цар Мітанні       | Наступник   |
| ---------- | ----------------- | ----------- |
| Артатама I | 1400 — 1385 н. е. | Арташшумара |

## Сучасники Шуттарини II (1400–1385рр. до н.е.) царя Мітанні
| Єгипет                        | Ассирія                              | Хетти                    |
| ----------------------------- | ------------------------------------ | ------------------------ |
| Аменхотеп ІІІ (1405(02)—1367) | Ашшур-наддін-аххе II (1403(02)—1392) | Хаттусілі II (1420–1400) |
|                               | Еріба-Адад І (1391–1366)             | Тудхалія III (1400–1380) |